# 宇部フロンティア大学付属中学校・香川高等学校
宇部フロンティア大学付属中学校・香川高等学校（うべフロンティアだいがくふぞくちゅうがっこう・かがわこうとうがっこう）は、山口県宇部市にある私立中学校・高等学校。略称は「香川」。設置者は学校法人香川学園。宇部フロンティア大学の附属学校である。

## 概要
普通科は、付属中学校からの中高一貫教育で難関大学を目指す6年コース、医・歯・薬学部などをめざす特進コース(旧SAコース)、国公立・有名私大をめざす進学コース(旧Aコース)がある。もともと実科女学校として設立された経緯から、現在でも家政・生活・保育系の学科が充実しているのも特徴である。私大・専門学校をめざすLコースがあったが、現在は廃止されている。
近年は、東京大学や京都大学、早稲田大学や慶應義塾大学等の難関大学への進学が見られ、山口県の私立としては県内トップクラスの進学校となっている。
付属中学校は同高校の普通科6年コースにつながっているが、公立高校や県外私立高校など、多様な進路のニーズに応えた指導を行う体制を整えている。専門科は宇部フロンティア大学との接続を図るなど、学園全体として幼稚園および中学から大学までを近隣のキャンパスに有する環境を生かした教育が行われている。
マスコットキャラクターの「ハチゴロー」は、学校の郵便番号が755-8560であることから、8560をハチゴローと呼ぶこととして、生徒からキャラクター募集をして決定し、商標登録をしている。植木鉢の妖精であり、頭に芽が生えているが、普段は鉢の帽子で隠れている。文化祭などではハチゴローグッズを手に入れることができる。

## 学科
- 普通科
  - 6年コース
  - 特進コース
  - 進学コース
- 生活デザイン科
- 食物調理科
- 保育科

## 沿革
- 1903年 - 香川裁縫塾を設置 （香川学園創立に位置付く） 創立者 香川昌子
- 1904年 - 香川裁縫女学校に改称
- 1917年 - 香川実科女学校に改称
- 1926年 - 山口県香川実科高等女学校に改称
- 1936年 - 山口県香川高等女学校に改称
- 1948年 - 学制改革に伴い、香川学園高等学校 （のち香川高等学校） に改称
- 1947年 ‐ 香川学園中学校設置（女子中学として開校）
- 1962年 - 宇部短期大学付属中学校に改称（1960年、男女共学の宇部短期大学設置により、香川高校普通科に男子部を設置し、普通科は男女別学高となる。中学も男子校とし43名でスタート。当時は中高一貫校ではない）
- 1979年 - 全国高等学校バレーボール選抜優勝大会で優勝
- 2003年 - 中高6か年一貫コース開始、毎週土曜日授業実施。男女共学の普通科となる。
- 2004年 - 香川学園系列校すべての校名に『宇部フロンティア大学（付属）』を冠する措置に伴い、香川高等学校は宇部フロンティア大学付属香川高等学校に、宇部短期大学付属中学校は宇部フロンティア大学付属中学校にそれぞれ改称（ただし、宇部フロンティア大学の設置は2002年）

## 学生寮
- 女子寮（洗心寮）のみ。（平成29年10月改築完了予定）

## 系列校
- 宇部フロンティア大学
  - 宇部フロンティア大学短期大学部
  - 宇部フロンティア大学大学院
- 宇部フロンティア大学付属幼稚園

## 出身者
- 北森鴻（小説家）
- 安井哲章（中央大学法学部教授（刑事法））
- 芳本美代子（タレント。明治大学付属中野高校に転校）
- 三浦昇（衆議院議員）
- 大谷利文（ラジオパーソナリティー）
- 瀬野一至（俳優）

## 交通アクセス
- JR宇部線 岩鼻駅および居能駅から徒歩10分。
- 宇部市営バス・船鉄バス・サンデン交通 香川学園前下車。